# James Gordon Bennett jr.

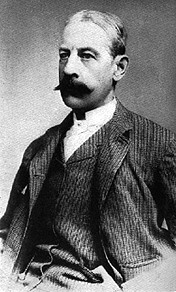
James Gordon Bennett jr.

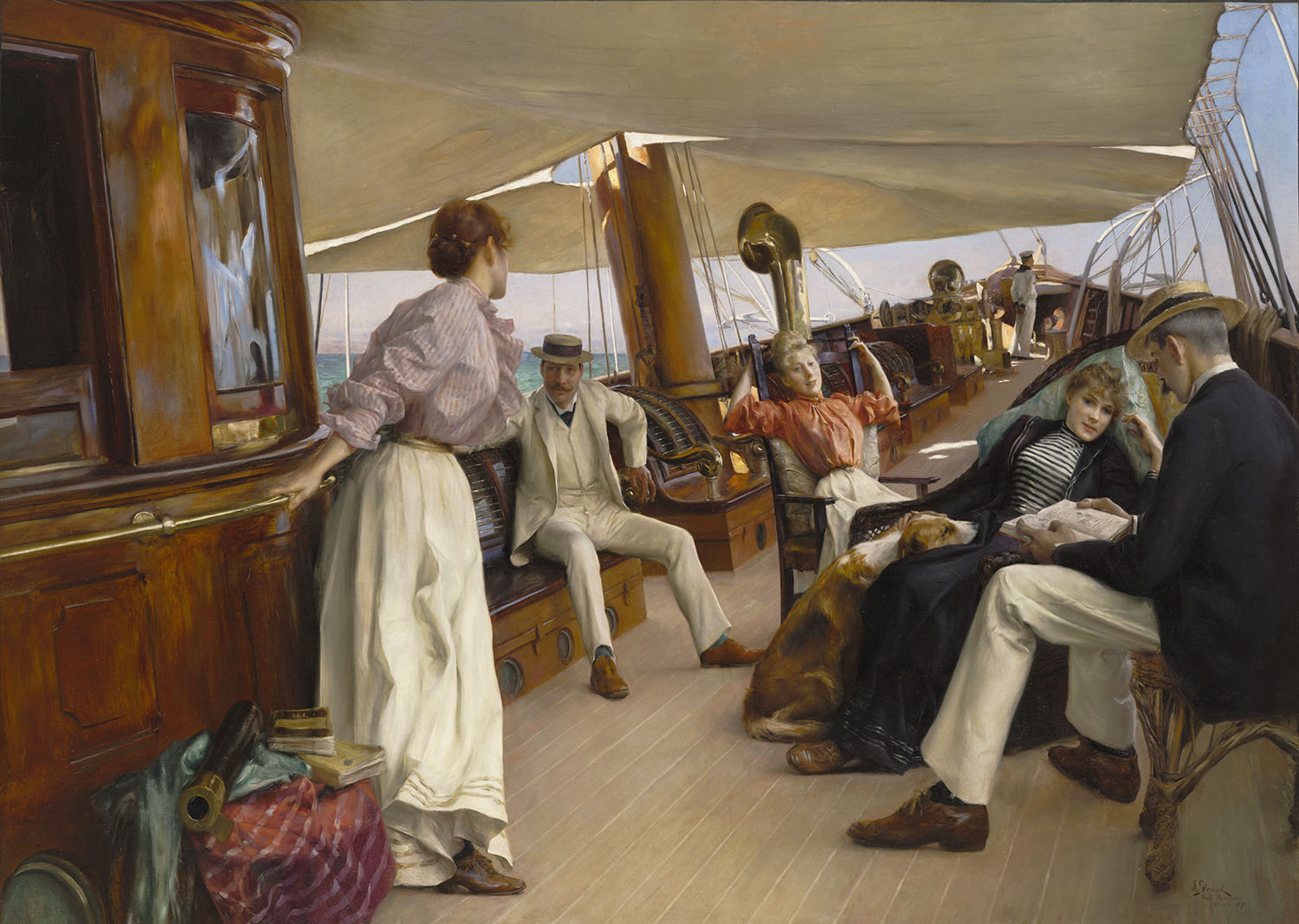
Julius LeBlanc Stewart, On the Yacht "Namouna" (1890)

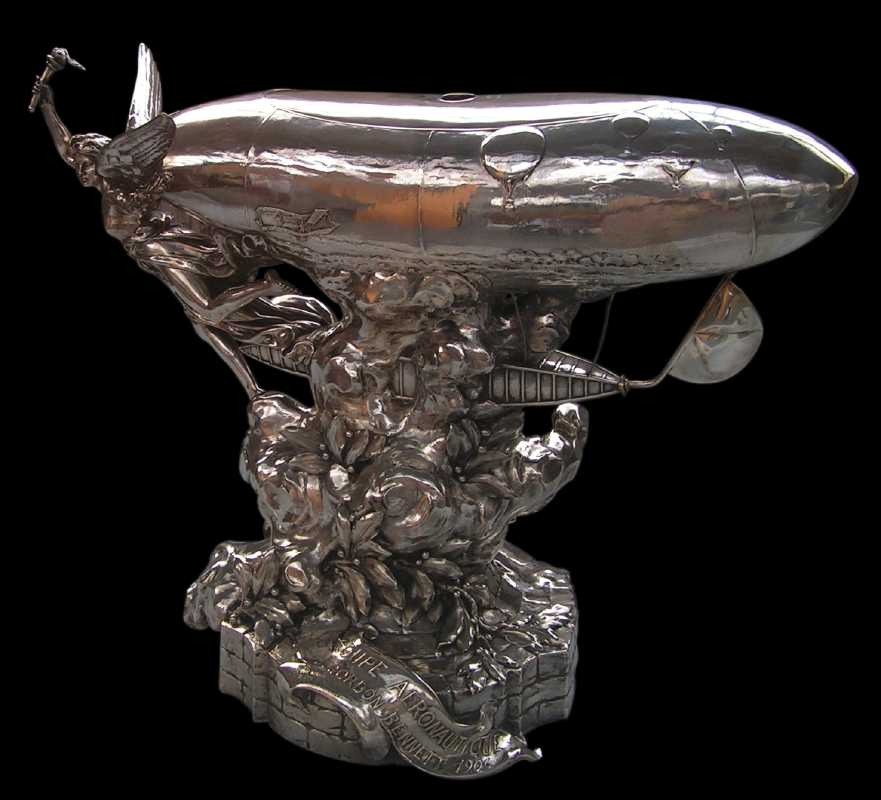
De Gordon Bennett-trofee voor ballonvaart uit 1906.

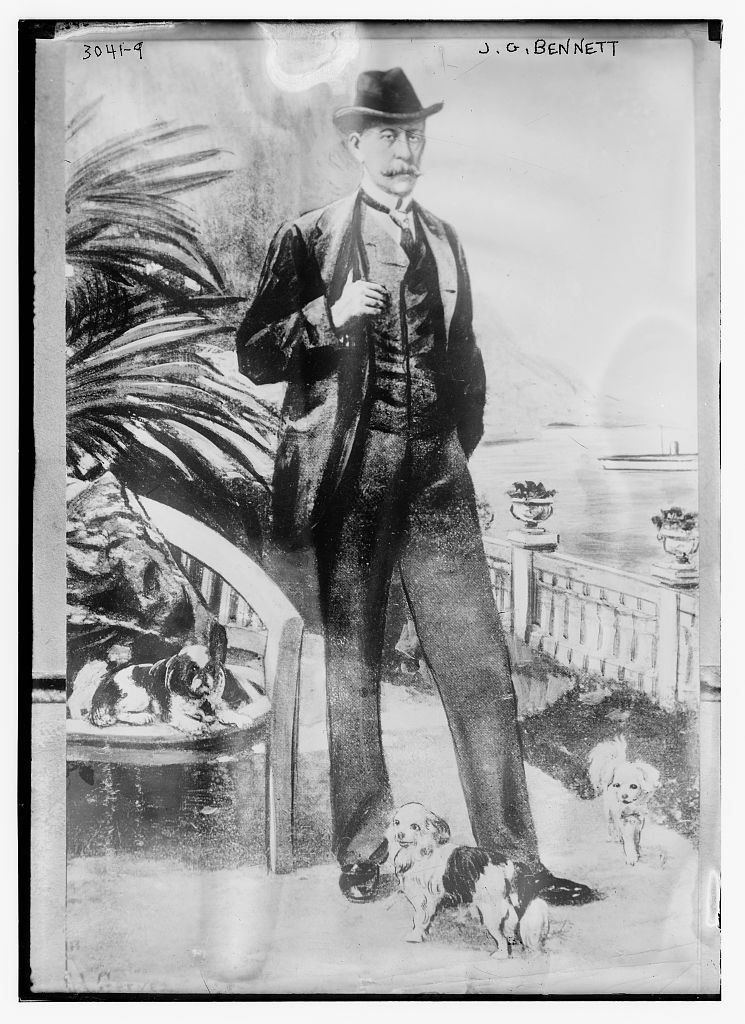
James Gordon Bennett jr.

James Gordon Bennett jr. (New York, 10 mei 1841 – Beaulieu-sur-Mer, 14 mei 1918) was uitgever van de New York Herald, die was opgericht door zijn vader, James Gordon Bennett sr. De Amerikaan was een groot sportliefhebber en hield zich als deelnemer en/of sponsor bezig met zeilsport, polo, autosport, ballonvaart en vliegwedstrijden. Er waren zelfs drie Gordon Bennett Cups: voor auto's, luchtballonnen en vliegtuigen.

## Biografie
James Gordon Bennett genoot zijn basiseducatie in Frankrijk. Zijn moeder was Henrietta Agnes Bennett (geboren Crean). Om onderscheid met zijn vader te maken werd hij meestal "Gordon Bennett" genoemd.

### Amerikaanse Burgeroorlog
In 1861, tijdens de Amerikaanse Burgeroorlog, bood hij zijn schoener Henrietta aan de United States Revenue Cutter Service aan. Hij werd door Abraham Lincoln zelf aangesteld als derde luitenant op het schip. In augustus van dat jaar nam hij deel aan de jaarlijkse cruise van de New York Yacht Club. De Henrietta patrouilleerde bij Long Island tot ze in februari 1862 naar Port Royal (South Carolina) werd gestuurd. Bennett maakte deel uit van de vloot die op 3 maart 1862 Fernandina Beach innam. In mei 1862 ging Bennett met zijn schip terug naar New York om het burgerleven weer op te pakken.

### Jachten
In 1866 ging Gordon Bennett jr. bij de krant van zijn vader werken. Bennett hield van het goede leven. Hij bezat jachten, luxueuze privétreinwagons en grote huizen. In 1866 won hij de eerste transoceanische jachtrace. De race was opgezet na opschepperij tussen Bennett, Pierre Lorillard (eigenaar van de Vesta) en Osgood (eigenaar van de Fleetwing). In inzet was 30.000 dollar per man, alles was voor de winnaar. Dit was de hoogste inzet in welk sportevenement dan ook, het prijzengeld schokte een groot aantal mensen. Ze startten in Sandy Hook (New Jersey) op 11 december 1866 en voeren naar de "Needles", het westelijkste puntje van het Isle of Wight. Bennett won de race in 13 dagen, 21 uren en 55 minuten.
Gordon Bennett jr. ging in op audiëntie bij Koningin Victoria en deed veel om de slechte betrekkingen tussen de Verenigde Staten en het Verenigd Koninkrijk na de Burgeroorlog te verbeteren.

### New York Herald
In 1867 droeg zijn vader de leiding van de New York Herald aan hem over en in 1868 werd hij eigenaar van de krant. Hij werd ook vicevoorzitter ("Vice-Commodore") van de New York Yacht Club. 1869 bracht hij een avondkrant uit, de New York Evening Telegram, omdat hij voorzag dat zijn lezers behoefte zouden krijgen aan nieuwsvoorziening op dezelfde dag. Onder Gordons leiding werd de Herald wereldwijd bekend toen hij Henry Morton Stanley in 1869 financieel steunde bij zijn zoektocht naar David Livingstone, die vermist was tijdens zijn zoektocht naar de oorsprong van de Nijl. In ruil voor deze steun kreeg de Herald exclusief de verslagen van de reis van Stanley toegestuurd. In 1870 nam Bennett opnieuw deel aan een bootrace, met zijn schip Dauntless werd hij nipt verslagen door de Britse Cambria op deze reis van Queenstown (Zuid-Afrika) naar New York. In 1871 stierf Gordon Bennett sr. en in 1872 stierf zijn weduwe Henrietta Agnes Bennett. In 1876 verloofde Gordon Bennett zich met Caroline May, dochter van dr. William May. In hetzelfde jaar introduceerde hij polo in de Verenigde Staten.

### Schandalen en andere activiteiten
In 1877 veroorzaakte hij een schandaal toen hij een bezoek bracht aan de familie May. Hij verscheen zeer laat en dronken en urineerde in de open haard (volgens sommige bronnen in een vleugel) voor de ogen van de gasten. De verloving was daarmee ten einde. Carolines broer probeerde de familie-eer te redden door Bennett jr. uit te dagen tot een duel. Beiden misten doel, maar de hele situatie was zo onverdraaglijk dat Bennet jr. naar Parijs vluchtte. Daar misdroeg hij zich regelmatig door beroemde restaurants als het "Chez Maxim's" te vernielen, maar hij betaalde altijd de schade. Vanaf dat moment woonde hij voornamelijk in Parijs, maar hij bleef via de telegraaf en brieven leiding geven aan de Herald, soms ook door zijn uitgevers over te laten komen.
Van 1878 tot 1881 steunde hij de mislukte Jeanette-expeditie van George Washington De Long naar de Arctis. De expeditie, betaald door Bennett maar uitgevoerd door de United States Navy, én het schip waren genoemd naar Gordons zuster Jeanette. In de Beringzee verging het schip, en slechts een klein aantal deelnemers overleefde omdat ze werden opgevangen en verzorgd door de Inuit. Aan deze expeditie danken de De Longeilanden Bennetteiland, Henrietta-eiland en Jeannette-eiland hun naam.
In 1878 bracht Bennett het hele Britse Poloteam over naar de Verenigde Staten om de sport de demonstreren. Dat leidde tot een nieuw schandaal. Bennett werd geroyeerd als lid van de "Newport Reading Room", een herenclub in Rhode Island, nadat hij door een weddenschap een lid van het poloteam (cavalerieofficier Captain Henry Augustus "Sugar" Candy) uitgedaagd had zijn pony de trappen van de club op te rijden. Daarop stichtte hij zijn eigen "Social Club", de Newport Casino in Newport (Rhode Island), die in augustus 1880 geopend werd.
In 1883 hielp hij John William Mackay met het opzetten van de Commercial Cable Company, die trans-Atlantische telegraafkabels ging leggen.
In hetzelfde jaar liet hij het grootste en mooiste stoomjacht van die tijd bouwen, de Namouna, dat 616 ton en 226 voet mat en veel groter was dan het op een na grootste jacht, de Corsair. In 1884 werd Bennett (wellicht vanwege de Namouna) tot Commodore van de New York Yacht Club gekozen. Hij verhuisde het clublokaal en voegde een groot restaurant toe. Voor de America's Cup liet Bennett de sloep Priscilla bouwen.
In 1886 richtte hij samen met John William Mackay de Postal Telegraph Cable Company op. In 1887 vormde hij de Paris Herald. In 1889 overtuigde hij Guglielmo Marconi om hem namens Associated Press de eerste nieuwsuitzending via de telegraaf te laten verzorgen. Hij deed verslag van de America's Cup voor de kust van Sandy Hook. In 1900 was hij verhuisd naar het Kasteel van Versailles.
Hij liet een nieuw jacht bouwen, de 301 voet Lysistrata", met aan boord een Turks bad, een masseur (24 uur per dag beschikbaar) en zelfs een gecapitonneerde kamer met een koe om dagelijks verse melk te leveren voor boter en Milk punch.
In 1900 begon Bennett zich te richten op het reglementeren van wedstrijden in jonge sporten, zoals de autosport. In 1906 bracht hij met de Lysistrata de eerste auto naar het eiland Bermuda. Dit was zeer tegen de zin van de schrijver Mark Twain, die ca. 200 artikelen en brieven voor de New York Herald had geschreven, maar Twain wilde, samen met de toenmalige president van de Princeton-universiteit, Woodrow Wilson, Bermuda behoeden voor alles wat gemotoriseerd was: "It would be a fatal error to attract to Bermuda the extravagant and sporting set who have made so many other places entirely intolerable to persons of taste and cultivation." Bennett reed een rondje over het eiland met rennende schooljongens achter zijn auto. In 1910 slaagde Twain in zijn opzet: auto's werden verboden op Bermuda.
In 1907 zorgde Bennett voor een draadloze verbinding met een schip, waardoor de deelnemers aan de jaarlijkse cruise van de New York Yacht Club via vlagsignalen op de hoogte bleven van de beursberichten.

### Gordon Bennett Cups
In 1900 doneerde Gordon Bennett 10.000 Franse frank aan de Automobile Club de France als prijzengeld voor een autorace, waarvan hij zelf het reglement had opgesteld. Officieel heette de wedstrijd "Coupe Internationale", maar iedereen noemde hem de "Gordon Bennett Race".
De eerste race werd op 14 juni gehouden en ging van Parijs naar Lyon. Tot en met 1905 werd de Gordon Bennett Race jaarlijks gereden. Daarna richtte Bennett zich op de ballonvaart. Vanaf 1906 werd de Coupe Aéronautique Gordon Bennett georganiseerd, die werd onderbroken door de Eerste Wereldoorlog en tijdelijk eindigde in 1939, toen het organiserende land Polen was aangevallen door Duitsland. Het duurde tot 1979, toen Tom Heinsheimer hem nieuw leven inblies, maar de Fédération Aéronautique Internationale maakte de race pas in 1983 weer officieel en in 2012 bestond hij nog steeds. Van 1909 tot en met 1913 en in 1920 vlogen de beste vliegtuigpiloten om de Gordon Bennett Aviation Trophy, die steeds door het winnende land van het vorige jaar werd georganiseerd.
Toen de Eerste Wereldoorlog uitbrak werd de Lysistrata verkocht aan Rusland, waar ze als beschermingsschip voor de vissersvloot werd ingezet. In 1966 was de Lysistrata nog geregistreerd in Jane's Fighting Ships.

### Huwelijk en overlijden
Na zijn mislukte verloving met Caroline May was Bennett zijn hele leven vrijgezel gebleven, maar in 1914, toen hij 73 jaar was, trouwde hij met Maud Potter, weduwe van George de Reuter en zodoende een schoondochter van Paul Julius Reuter, de oprichter van Reuters persbureau.
Op 14 mei 1918 overleed James Gordon Bennett jr. op 77-jarige leeftijd in Beaulieu-sur-Mer. Hij werd begraven op het Cimetière de Passy. Het nabijgelegen Stade Roland-Garros ligt aan de "Avenue Gordon Bennett".
Na zijn overlijden werd de New York Herald samengevoegd met zijn grootste rivaal, de New York Tribune.

## Trivia
- De Planetoïde 305 Gordonia is genoemd naar James Gordon Bennett jr.
- De Engelse uitroep van verbazing "Gordon Bennett!" verwijst naar James Gordon Bennett. Vermoedelijk is het een verbastering van "Gor Blimey", dat weer een verbastering is van "God blind me". "Gordon Bennett!" werd in de Engelse literatuur waarschijnlijk voor het eerst gebruikt in "You're in the racket too" (1937) van James Curtis: "He stretched and yawned. Gordon Bennett, he wasn't half tired."
- British Racing Green werd voor het eerst gebruikt als landenkleur tijdens de Gordon Bennett Cup van 1903 die in Ierland plaatsvond.